# Matteo Pedrali
Matteo Pedrali (Palazzolo sull'Oglio, 24 settembre 1913 – Palazzolo sull'Oglio, 1º marzo 1980) è stato un pittore italiano.

## Gli inizi
Figlio primogenito di Paolo Pedrali e Teresa Cadei, Matteo nacque a Palazzolo sull'Oglio il 24 settembre nel 1913. La famiglia abitava nel centro storico della cittadina, in piazzetta Vincenzo Rosa, dove il giovane frequentò le scuole elementari. Fin dall'adolescenza dimostrò interesse per l'arte e uno spiccato talento creativo, che convinse i genitori a iscriverlo nel 1929 all'Istituto d'Arte Fantoni di Bergamo. In seguito, perfezionò la sua formazione frequentando l'Accademia Carrara sotto la guida del maestro Contardo Barbieri. Tra i suoi primi lavori per Palazzolo figura la decorazione della sala del Circolo culturale “Benito Mussolini”, realizzata nel 1930, di cui rimane unicamente un cartone preparatorio raffigurante l’Automobile in corsa legato a valori dinamico-spaziali propri del secondo futurismo interpretato nella chiave dei cliché pubblicitari.

## San Giovanni e il premio Bettoni-Cazzago
Si dimostra subito pittore colto e sensibile aggiornato sulle novità artistiche non solo del panorama italiano; infatti, già nella produzione della prima metà degli anni trenta rivela particolare attenzione ai lavori di Carrà, Funi, Morandi, Casorati e a quelli dei maggiori esponenti delle Avanguardie europee, che ebbe modo di studiare visitando più volte la straordinaria collezione dell'avvocato Pietro Feroldi a Brescia. A partire dal 1932 Pedrali partecipò a mostre collettive di pittura sia provinciali che regionali: l'originalità e la raffinatezza del suo linguaggio espressivo suscitarono l'ammirazione della critica, al punto che in occasione della Mostra del Dopolavoro allestita in piazza Vittoria a Brescia nel dicembre del 1932, un anonimo recensore (probabilmente si trattativa dello stesso Feroldi) ne diede notizia sul “Popolo di Brescia” sottolineandone «l'abilità, il gusto sicuro e deciso con il quale compone le sue opere».
Nel 1934 l'artista ottenne il primo riconoscimento pubblico vincendo il premio Bettoni-Cazzago alla Sindacale di Brescia presentando il dipinto La ragazza di Gerusalemme; l'anno seguente portò a termine gli affreschi della chiesa di San Giovanni Evangelista a Palazzolo, commissionati da don Alberto Morandi, rettore del vicino orfanotrofio maschile dedicato a san Gerolamo Emiliani. Il grande ciclo parietale, suddiviso in sei parti, narra l'operato del santo a Venezia e nel territorio bergamasco ed è un omaggio alla sua gente, poiché i personaggi ritratti sono giovani e anziani palazzolesi. Come scrive Davide Dotti nel catalogo della mostra del centenario della nascita, «vi si nota una tavolozza cromatica assai ricca e carica e un gusto primitivista, arcaico e solenne in certe forme solide e potenti nella modellazione volumetrica, che deriva dall'amore che l'artista nutriva per i grandi maestri del Tre-Quattrocento italiano, da Giotto a Masaccio fino a Piero della Francesca». I lavori in San Giovanni furono per l'artista il primo importante banco di prova al cospetto della sua comunità. Elda Fezzi, nel catalogo della mostra a lui dedicata nel 1984, asserisce: «Durante la lavorazione ebbe per ben due volte la visita del celebre Mario Sironi, dal quale il nostro, ormai illustre artista, ebbe i più caldi consensi. Un'opera eseguita con spirito giovanile e con prepotente disinvoltura rispetto ai nuovi tempi e tutto ciò in un ambiente caratteristico del Sei e Settecento».

## A Roma con Severini e a Venezia con Cardazzo
Nel 1936 Pedrali si diplomò alla Carrara e partecipò alla mostra-concorso degli allievi dell'Accademia vincendo la borsa di studio offerta dall'Arciconfraternita dei Bergamaschi a Roma, che gli valse un soggiorno di studi nella Capitale della durata di un anno. L'arrivo nell'Urbe gli aprì le porte del grande palcoscenico nazionale. Ebbe così modo di entrare in contatto con gli ambienti della Scuola romana, da Mafai a Cagli fino a Gentilini, e di frequentare lo studio del grande Gino Severini. L'incontro con le correnti artistiche romane si accompagnava alla scoperta del paesaggio laziale, che il pittore descrisse in un articolo pubblicato sul “Popolo di Brescia” nel febbraio del 1937: «La campagna romana rude e intima, che resta assente in gran parte della modernità utile, che alle volte ci opprime, vorrei dire di più: ci comanda». Nonostante la sua presenza nel contesto bresciano fosse piuttosto sporadica in quegli anni, Pedrali partecipò comunque alle Sindacali di Milano, Brescia e anche di Napoli, esponendo alcune tele. Nello stesso periodo strinse amicizia con Giuseppe Cesetti che lo invitò a Venezia, ove il maestro toscano insegnava all'Accademia di Belle Arti. A partire dall'autunno del 1937 si trasferì in Laguna, conobbe i pittori della Scuola di Burano (Pio Semeghini, Mario Vellani Marchi, Rina Soldo) e strinse amicizia con Carlo Cardazzo di cui eseguì uno splendido ritratto datato 1935, a riprova che i rapporti con il grande mercante e mecenate risalivano a qualche anno prima. Cardazzo lo ospitò per alcuni anni, lo mise in contatto con personalità come De Pisis, Vedova, Santomaso, Pizzinato e cercò di lanciarlo quale giovane promessa dell'arte italiana. Si profilava per il Nostro un futuro roseo ma, per ragioni tutt'oggi ignote, egli nel 1942 decise improvvisamente di far ritorno nella natìa Palazzolo. Come ha acutamente osservato Mario de Micheli, Pedrali «avrebbe potuto puntare sull'attiva simpatia di Carlo Cardazzo, avrebbe potuto giovarsi dell'amicizia che Severini nei giorni romani gli aveva dimostrato, ma aveva capito che la sua vocazione era un'altra: era cioè una vocazione al raccoglimento, di contemplazione, fuori dalle polemiche e dalle contese del mondo artistico che aveva conosciuto, di cui aveva finito per avvertire solo il fastidio più che il vantaggio».
Nel 1939 partecipò alla prima edizione del Premio Bergamo, il concorso ideato dall'allora ministro dell'Educazione Giuseppe Bottai, sostenitore del gruppo Corrente di cui facevano parte giovani pittori quali Birolli, Guttuso, Migneco, Vedova, Morlotti, Sassu nonché il milanese Ernesto Treccani. Nel 1940 Pedrali espose nuovamente nella città orobica, alla Rotonda dei Mille, una selezione di quaranta opere realizzate nel corso degli anni trenta, in quella che fu la sua seconda mostra personale dopo quella allestita al circolo “Benito Mussolini” di Palazzolo sull'Oglio nel marzo 1935. Tra i suoi soggetti preferiti figuravano gli amati cavalli (il nonno importava purosangue dall'Ungheria), gli autoritratti, le scene di genere, le nature morte e la pittura di paesaggio che, a partire dai primi anni quaranta, abbandona l'oramai consolidata poetica novecentista e conosce un'improvvisa svolta espressionista.

## Il ritorno a Palazzolo
È in quegli anni che la vena artistica di Pedrali, sulla scia di Corrente e della lezione di Ennio Morlotti, si carica di un'inedita tensione emotiva, caratterizzata da uno stile più libero, sciolto e quasi concitato, e da una tavolozza accesa e violenta. Lo testimoniano i numerosi paesaggi del lago d'Iseo, opere più volte replicate che celano un velato simbolismo. È lo stesso pittore, infatti, ad affermare in occasione di una mostra tenutasi a Cassano d'Adda nel 1966, come “la barca rappresentasse un simbolo e un mito, un momento di evasione dalla vita quotidiana, per lasciarsi cullare dalle acque terse in un lago di pace, o sospingere da vele grandi verso il verde paradiso dei nostri anni infantili, gonfie delle speranze deluse o delle amarezze che la vita ci ha riservato, per trasformarle in un canto di poesia perenne”.
Nel 1945 il maestro pubblicò un libro di poesie intitolato Nozze d'argento di Matì: con questo nomignolo, assegnatogli dai suoi concittadini, firmò anche numerosi dipinti, soprattutto nel sesto decennio del secolo. Nello stesso anno si tenne la personale presso la Galleria Tamanza di Bergamo e, sempre in città, fu presente alla Mostra Nazionale Premio Fra Galgario. Il dopoguerra si aprì per lui all'insegna di numerose rassegne: dalle Mostre di Arte Sacra organizzate dall'Angelicum di Milano alle esposizioni del Gruppo Bergamo; dalla mostra del Premio Zuccarelli a Brescia a quella del premio Città di Bergamo; dalla Mostra Nazionale Premio Michetti di Francavilla a Mare alla I Biennale d'Arte Sacra di Novara fino alla significativa partecipazione alle due Biennali di Venezia del 1948 e 1950. Dopo il fidanzamento durato sei anni, nel 1955 sposò Gina Cortinovis che nel 1959 diede alla luce Chiara. Sempre nel 1959 espose all'VIII Quadriennale di Roma insieme ad altri maestri bresciani quali Pierca, Stagnoli, Vicentini e Lusetti, mentre nel 1961 partecipò all'Interprovinciale di Cremona e alla XII Mostra Interprovinciale del Premio Copparo a Ferrara. A partire all'incirca dalla metà degli anni sessanta la pittura di Pedrali andò progressivamente riacquistando tonalità chiare immerse in un bagno di luce cristallina, con una visione geometrizzante dello spazio di matrice post-cubista. Poetica espressiva che l'artista sviluppò e approfondì fino alle ultime opere della fine degli anni Settanta, che paiono quasi essere «l'essenza stessa della pittura e della realtà».

## Gli ultimi anni
Maestro ormai molto noto ed apprezzato, nel 1969 venne premiato dal Comune di Palazzolo quale cittadino particolarmente distintosi per i suoi meriti artistici. Un lustro dopo, venne pubblicata la prima monografia su Pedrali a cura di Mario De Micheli, accompagnata da una ricca antologia critica. Le ultime due mostre personali, dedicate rispettivamente ai lavori eseguiti tra il 1932 e il 1978 e ai paesaggi palazzolesi, furono allestite a Brescia presso la Galleria La Nuova Città nel marzo del 1979 e a Palazzolo presso la Galleria La Roggia nell'ottobre dello stesso anno, pochi mesi prima della sua morte, che lo colse a 66 anni il primo marzo del 1980. Uomo umile, schivo e riservato, apprezzato insegnante per molti anni alle scuole medie di Palazzolo, verrà sempre ricordato dai suoi concittadini con nostalgia e affetto con le parole di Elvira Cassa Salvi: «il dolce, caro, mite poeta del pennello; una nota di autentica poesia che si spegne dopo aver risonato in sordina, accogliendo gli echi armonici di un territorio artistico ben più ampio della nostra provincia».